# Christopher Carr
Christopher Carr (1945 ca.) è un ex ballerino britannico, Ballet Master e Guest Ballet Master al Royal Ballet di Londra.

## Biografia
È cresciuto nello Yorkshire in una famiglia di minatori di carbone. Si è formato a Barnsley con Mavis Burrows prima di entrare alla Royal Ballet School. Nel 1967 si è diplomato alla Royal Ballet Touring Company e nel 1970 si è trasferito alla Compagnia, dove è stato promosso a Solista nel 1975 e poi a Solista Senior. Come ballerino della Compagnia, il suo repertorio comprendeva molti ruoli di corpo di ballo, Solista e poi Senior Solista.
Christopher Carr ha provato e messo in scena una quarantina di opere nel repertorio della Compagnia, tra cui La bella addormentata, La fille mal gardée, Lo schiaccianoci, Giselle, Il lago dei cigni, Coppélia, Ondine, Cenerentola e numerosi balletti in un atto. Ha insegnato e messo in scena opere per aziende leader in tutto il mondo.
Ha lavorato con Sir Frederick Ashton (Video ).

È stato nominato Assistant Ballet Master nel 1983 e ha fatto répétiteur l'anno successivo. È diventato maestro di ballo nel 1988 e direttore delle prove nel 2001, e nel 2007 ha scelto di ricoprire la sua posizione attuale di Ballet Master.
Faccio sempre del mio meglio per ottenere il meglio dalla persona che sto allenando. A causa del balletto e del coreografo che rappresento - perché faccio principalmente balletti di persone che sono morte - devo fare del mio meglio. Inoltre, è la reputazione del ballerino, è la reputazione della compagnia, è la mia reputazione ed è la reputazione del coreografo. È incredibilmente importante. È molto da gestire - Christopher Carr

## Repertorio
Alcune performance:
- (22 gennaio 1976) Si esibì nel balletto, "Il lago dei cigni", in una produzione del Royal Ballet alla Royal Opera House di Covent Garden, Londra, Inghilterra con Monica Mason, David Ashmole, David Adams, Leslie Edwards, Jennifer Jackson, Susan Lockwood, Derek Deane, Rosemary Taylor e Graham Fletcher nel cast.

- (29 novembre 1975 Sera) Si esibì nel balletto "Il lago dei cigni", in una produzione del Royal Ballet alla Royal Opera House di Covent Garden, Londra, Inghilterra con Natalia Makarova, Anthony Dowell, Derek Rencher, Garry Grant, Dennis Griffith , Derek Deane, David Drew, Michael Coleman, Sandra Conley, Marguerite Porter, Hilary Tickner, Rosalyn Whitten, David Ashmole, Wayne Eagling, Graham Fletcher e Lesley Collier nel cast.

- (21 novembre 1975) Si è esibito nel balletto "Il lago dei cigni", in una produzione del Royal Ballet alla Royal Opera House di Covent Garden, Londra, Inghilterra con Lesley Collier, Wayne Eagling, Adrian Grater, Dennis Griffith, Jennifer Jackson, Susan Lockwood, Carl Myers, Stephen Beagley, Anita Young e Paul Benson nel cast.